# جريدة صوت بخديدا
جريدة صوت بخديدا هي أول صحيفة صدرت في بخديدا وسهل نينوى بعد احتلال الولايات المتحدة الأمريكية للعراق عام 2003 واستمرت في الصدور حتى عام 2014، وهي جريدة ثقافية أدبية عامة مستقلة. صدر العدد الأول منها في الأول من حزيران العام 2003 .صاحب امتيازها المركز الكلداني للثقافة والفنون في دهوك ورئيس تحريرها ومؤسسها منذ العدد الأول إلى الوقت الحالي الأكاديمي والإعلامي العراقي الدكتور بهنام عطا الله.
تمول حاليا من قبل هيئة شؤون المسيحيين في بخديدا. وتعتبر من أهم الجرائد المسيحية وأكثرها انتشارا وكانت تصدر كل شهر بسبب الضائقة المالية بثماني صفحات وبلونين الأزرق والأسود عدا عددها الأول كان ملونا. ثم تطورت فأصبحت بثماني صفحات ملونة، وكانت من أكثر الجرائد غزارة في المادة وأكثرها انتشارا وتمثيلا للرأي العام المسيحي ولها مراسلين وكتاب من داخل العراق وخارجه.

## أهداف الجريدة
صدرت الجريدة بغية نشر الثقافة الخاصة بأبناء الطائفة (المسيحية) الكلداني السرياني الأشوري ودوره الفاعل في الثقافة والحضارة العراقية خصوصا والثقافة العالمية عموما.استقطبت اقلام العديد من الكتاب والاعلاميين المرموقين من داخل العراق وخارجه ونشرت لأغلبهم دراسات ومقالات ومساهمات نثرية وشعرية وقصصية. كما اهتمت بنشر الأخبار المحلية وبعض الأخبار العالمية التي تخص أبناء الطائفة المسيحية.

## الأعمدة الصحفية الثابتة للجريدة
للجريدة أعمدة صحفية ثابتة استمرت وما زالت لسنوات عديدة ومنذ تأسيسها من هذه الأعمدة:
- نقطة ضوء: لأية مقالة تستحوذ الاهتمام.
- في الهدف: للصحفية امال الوكيل
- على مساطب الذكرى : للدكتور بهنام عطا الله / رئيس التحرير.
- منو يقرا منو يكتب: خدر خلات بحزاني.
- لحظة حرية : صلاح سركيس عين التاريخ : بشار الباغديدي
- نافذة مفتوحة : تتابع على النافذة، ايناس صبيح كجو، روزلين فتح الله، عذراء صباح سكريا.
- لحظة حرية : للصحفي صلاح سركيس.
- كلمات بلغة القلوب: الأديب طلال وديع.
- سطور أخيرة: الشاعر رمزي هرمز ياكو. (توقف عن الكتابة في الأعداد الأخيرة).
- نبني معا: مارتن كورش.
- مساحة ضوء: كرم جلال عنائي
- شعر شعبي : خالد الملاك
- من ثمرات المطابع: ب.ع. رئيس التحرير.

## الاعداد الصادرة
صدر منها 123 عددا احتوت على احداث مهمة.مثل:
احداث سيدة النجاة الإرهابية.
احداث تفجير باصات طلبة بخديدا بجامعة الموصل.
رحيل اللاعب الدولي الشهير عمو بابا.
رحيل المطران ميخائيل الجميل في روما.
رحيل الخورأسقف فرنسيس جحولا رئيس دير مار بهنام الشهيد.
توقفت عن الصدور شأنها شأن المطبوعات الصحفية الأخرى في سهل نينوى بسبب احتلال عناصر تنظيم الدولة الإسلامية لبلدات سهل نينوى بتاريخ 7 / 8 / 2014 .